# Nano: Jede Sekunde zählt
Nano: Jede Sekunde zählt ist ein Science-Fiction- und Thiller-Roman des deutschen Schriftstellers Phillip P. Peterson, welcher am 30. November 2022 beim Verlag FISCHER Tor veröffentlicht wurde. Der Roman beschreibt die erste Herstellung von sich selbst replizierenden Nanomaschinen sowie deren Ausbruch in die Umwelt nach einem terroristischen Anschlag, wo es schließlich zu einer unkontrollierbare Vermehrung kommt, welche mit immer radikaleren Mitteln eingedämmt werden soll.

## Handlung
Auf dem Forschungsgelände für Nanotechnologie in Köln hinterlässt ein als Lieferant getarnter Terrorist eine mit Plastiksprengstoff ausgestattete Drohne. Am nächsten Tag findet dort die weltweit erste Herstellung von sich selbst replizierenden Nanomaschinen statt. Aufgrund zahlreicher Demonstrationen gegen Nanotechnologie und der Anreise von Bundeskanzler Hütter aus Berlin sind die Sicherheitsmaßnahmen extrem scharf und sonst übliche lockere Auslegungen wie Zigarettenpausen an Notausgängen werden für ein gutes Bild in der Öffentlichkeit strikt ausgesetzt. Emma Juncker, eine Biologin, erfährt von Ernst Rappe, ihrem Vorgesetzten und leitenden Professor des Experimentes, dass ihre Forschung über sich ebenfalls leicht selbstreplizierende Organismen auf Nanogröße, genannt Nanoben, ebenfalls aus diesem Grund komplett eingestellt wird. Verantwortlich dafür ist eine von ihr an die Öffentlichkeit gelangte Erklärung, dass die wohl aus eingeschlagenen Meteoriten stammenden Nanoben möglicherweise außerirdischen Ursprungs sind, was Ernst Rappe für unwissenschaftliche Esoterik hält. Andre Collumn, einer seiner ehemaligen Doktoranden und nun an der Nanotechnologie arbeitender Physiker, sowie Ben Gerber, ein nach seiner Promotion aus der Forschung ausgestiegener Physiker, empfangen Bundeskanzler Hütter und erklären ihm bei der durch gewalttätige Demonstrationen verzögerte Fahrt zum Forschungszentrum entscheidende Schlüsselinformationen zu den Nanomaschinen. Dazu gehört der von der Vermehrung von Viren abgeschaute Prozess der Vermehrung, für den jedoch einzelne Nanomaschinen aufgrund der Aufteilung des Bauprozesses nicht ausreichen. Stattdessen sind mehrere Millionen bis Milliarden notwendig. Beide erklären ebenfalls die Sicherheitsmaßnahmen zur Eindämmung: Absichtlich wurde die Unfähigkeit der Nanomaschinen zur Verarbeitung von Lithium eingebaut, womit ein Behälter um das Experiment beschichtet wurde. Zudem wurde eine Sollbruchstelle eingebaut, welche durch radioaktive Strahlung zerstört werden kann. Daher wurde der Behälter weiter von radioaktivem Samarium umschlossen.
Nach erfolgreicher Durchführung kommt es zum Anschlag der Drohne, wobei ein Ingenieur stirbt. Durch die Wucht der Explosion wird zudem ein winziges Tröpfchen der Nanomaschinen auf den Parkplatz geschleudert, wo langsam eine goldene Pfütze entsteht. Claus Juncker, ein Feuerwehrmann und Ehemann von Emma Juncker, wird nach einem Notruf an einem Bein und einem Arm befallen, sodass beide mit einer Axt sofort amputiert werden müssen. Im Krankenhaus setzt sich der Befall durch Nanomaschinen in seiner Blutbahn fort und diese zersetzen ihn bei lebendigem Leibe. An beiden Ausbruchsstellen wird umgehend mit der radioaktiven Bestrahlung begonnen. Obwohl zunächst gehofft wird, dass aufgrund der Viskosität des Verbandes aus Nanomaschinen trotz starken Windes keine weiteren Ausbruchsstellen auftreten, wird über Hubschrauber mit Infrarotkameras, welche die beim Bauprozess entstehende Hitze erkennen können, eine weitere Stelle außerhalb des Geländes des Forschungszentrums gefunden. Dort wird ein bereits halb aufgelöstes Reh gefunden, welches die Nanomaschinen wohl über ein unbekanntes Gebiet verteilt hat. Inzwischen werden die Bestrahlungsgeräte maximal ausgelastet und selbst sterile Stellen zeigen später wieder Aktivität. Bundeskanzler Hütter weigert sich wegen schamloser Verharmlosung durch Ernst Rappe vorerst, einen nationalen Notstand auszurufen, um bürokratische Hürden zu überbrücken und sofort zusätzliche Strahlungsgeräte aus Jülich zur Verfügung zu stellen. Als zwei weitere Ausbruchsstellen auftauchen und mit einem fahrenden Laster durch Troisdorf gebracht werden, verweigert Bundeskanzler Hütter zudem die Anordnung einer Evakuierung, da dadurch endgültiger Kontrollverlust droht. Inzwischen sind die Bestrahlungsmaßnahmen immer weniger wirksam und die Ausbreitungsgeschwindigkeit der Nanomaschinen wächst, wofür ein Evolutionsprozess durch die Selektion mit der radioaktiven Strahlung vermutet wird. Denn da die Nanomaschinen sich selbst als Baupläne benutzen, können sich Änderungen fortsetzen. Untersuchungen zerstörter und in mit Lithium beschichtete Container abgesaugte Nanomaschinen zeigen tatsächlich, dass deren Sollbruchstelle inzwischen nicht mehr vorhanden ist. Andrew Collum und Ben Gerber setzen sich über Regierungsentscheidungen hinweg und veranlassen eine Evakuierung von Troisdorf. Kurz darauf wird von Rudi Morsleben, dem Ministerpräsidenten von Nordrhein-Westfalen, dort doch der Notstand ausgerufen. Durch die neuen Erkenntnisse konnten inzwischen auch Ernst Rappe und Bundeskanzler Hütter überzeugt werden und es werden sowohl der Notstand in ganz Deutschland ausgerufen als auch großflächige Evakuierungen angeordnet. Emma ist betroffen und flieht mit ihrer Tochter Elena zunächst zu ihrer Freundin Tanja, doch später wird diese bei Plünderungen erstochen. Da keine Bahnen mehr fahren und sämtliche Straßen mit Staus gefüllt sind, stiehlt Emma ein Fahrrad und schlägt sich weiter nach Süden durch. Bei einem weiteren Überfall mit Ziel einer Vergewaltigung kommt ihr die bewaffnete Frauke zur Hilfe. Inzwischen werden die seegroßen Ausbruchsstellen mit radioaktivem Abfall aus Atomkraftwerken gefüllt, deren tausendfach stärkere radioaktive Strahlung zudem die betroffenen Gebiete für Jahrzehnte unbewohnbar machen wird. Vom UN-Sicherheitsrat wird der Abwurf einer Wasserstoffbombe gefordert. Da Bundeskanzler Hütter sich zunächst weigert, wird klar, dass es falls notwendig auch ohne seiner Zustimmung geschehen wird. Nach einem Aufschub von zwölf Stunden für Evakuierungen wird eine aus Russland nach dem Modell der Zarenbombe noch zu Zeiten der Sowjetunion gebaute Wasserstoffbombe geliefert. Köln und Bonn werden bei der Explosion vernichtet und zehntausende Menschen sterben. Emma, Elena und Frauke überleben die Explosion in einem Bergtunnel und reisen anschließend weiter mit einem Boot, wofür Frauke mit dem Kapitän schläft. Als dieser mit Emma schlafen will, beißt diese ihm in die Zunge und alle drei werden nahe der französischen Grenze vom Boot geworfen. Nach der Aufnahme von drei Millionen deutschen Flüchtenden in Frankreich ist diese inzwischen gesperrt. Bei einer illegalen Überreise wird Frauke angeschossen und stirbt. Emma nimmt, wie von ihr zuvor abgesegnet, ihr gesamtes mitgebrachtes Geld von 50.000 € an sich. In einem Lager an der Schweizer Grenze freundet sie sich mit Stefan an und bekommt über ihn den Kontakt zu einem weiteren Kapitän, welcher für 30.000 € eine Überfahrt für Emma, Elena und Stefan über den Bodensee in die Schweiz anbietet.
In Köln treten trotz der Explosion der Wasserstoffbombe wieder Ausbrüche auf und inzwischen nimmt die Ausbreitungsgeschwindigkeit radikal zu. Keine Maßnahmen helfen mehr, insbesondere auch nicht in Deutschland oder später den Vereinigten Staaten konstruierte Anti-Nanomaschinen, welche sich durch bei der Duplikation kürzer werdende Molekülketten nur endlich weit ausbreiten können. In den nächsten Wochen kombinieren sich die Ausbrüche zur Größe eines kleinen Meeres, genannt Todeszone, und dringen bis nach Belgien und den Niederlanden vor. Als letzter verzweifelter Versuch sollen die Nanoben dienen, weshalb nun mit allen Kräften nach Emma gesucht wird. Auf der Überfahrt über den Bodensee stellt sich heraus, dass der Kapitän sämtliche Menschen umbringt und dort versenkt. Mithilfe der Pistole von Frauke kann Emma den Kapitän erschießen, jedoch erschießt dieser Stefan und es wird ein Loch in die Bootswand gerissen. Nur knapp können Emma und Elena von den Suchkräften gerettet werden, bevor das Boot versinkt. Im neu eingerichteten Labor in Karlsruhe stellt sich durch Bestrahlung heraus, dass die Nanoben scheinbar tatsächlich außerirdischen Ursprungs sind und sich gegen die Nanomaschinen zur Wehr setzen können. Dadurch kann das riesige Meer der Ausbreitung nun endgültig eingedämmt werden. Als Folge wird die Forschung an Nanotechnologie endgültig angehalten. Andrew Collumn, Ben Gerber und Emma Juncker erhalten das Bundesverdienstkreuz am letzten Amtstag von Bundeskanzler Hütter, welcher unerwartet ruhig einer ganzen Flut an Klagen entgegensieht. Zwar hatte dieser schon nach den ersten Ausbruchsstellen angekündigt, die volle Verantwortung für die Krise zu übernehmen, doch Ben erinnert sich auch an einen anderen Kommentar von ihm, kurz bevor ein Schuss in seinem Büro fällt.

## Hintergrund
Die spätere Bezeichnung der riesigen Ausbruchsstelle als Todeszone ist eine Referenz auf den Roman Transport 3: Todeszone von Phillip P. Peterson.
Phillip P. Peterson arbeitete von 2003 bis 2006 im Forschungsreaktor Jülich 2, von welchem aus im Roman zusätzliche Bestrahlungsgeräte zur Verfügung gestellt werden, schrieb 2010 seine Doktorarbeit über Strahlenschäden am Fusionsreaktor ITER und forschte anschließend an der RWTH Aachen, welche im Roman erwähnt wird.
Phillip P. Peterson sagte in einem Interview, über Engines of Creation von Eric Dexler auf die zentrale Idee gekommen zu sein, welche ihm „ein paar schlaflose Nächte“ bereitet habe. In Deutschland spielte der Roman dann „entgegen dem normalen Trend, dass es immer in Amerika passieren muss“. Insgesamt dauerte die Arbeit am Roman, welcher „ungefähr doppelt so dick geworden“ ist wie viele seiner anderen Werke, etwa ein Jahr mit einem zusätzlichen Vierteljahr für das Lektorat. Ein erster Coverentwurf von seinem Verlag FISCHER Tor missfiel ihm und wurde letztendlich durch einen eigenen Entwurf ersetz, was „nicht selbstverständlich“ sei. Phillip P. Peterson hat „natürlich auch ein bisschen recherchiert, in welche Richtungen die Forschungen momentan gehen“, wozu künstliche Intelligenz mit Deep-Learning-Verfahren und biologische Komponenten gehören.

## Kritik
Auf Lack of Lies wird der Roman als „drastisch und mitreißend“ bezeichnet, welcher das Szenario auf „äußerst spannende und spektakuläre Weise“ ausarbeitet.